# Shani Tarashaj
Shani Tarashaj (Hausen am Albis, 7 de fevereiro de 1995) é um futebolista profissional suíço que atua como atacante, atualmente defende o Everton.

## Carreira
Shani Tarashaj fez parte do elenco da Seleção Suíça de Futebol da Eurocopa de 2016.